# Eva Kavian
Eva Kavian est une écrivaine belge francophone. Née le 15 juin 1964, elle est nouvelliste, romancière, et animatrice d’ateliers d'écriture littéraires depuis 1985.

## Biographie
Elle est  née en 1964 et a vécu son enfance dans un village de province. Après quelques années de travail en hôpital psychiatrique comme ergothérapeute, Eva Kavian suit une formation psychanalytique lacanienne et une formation à l'animation d'ateliers d'écriture avec Elisabeth Bing. Elle fonde ensuite l'association Aganippé en 1994, au sein de laquelle elle anime des ateliers d'écriture, des formations pour animateurs, et organise des rencontres littéraires. Romancière (adulte et jeunesse), nouvelliste, elle écrit aussi des poèmes et des manuels pratiques d'écriture, ainsi que certains textes de commande. 
Cofondatrice du réseau Kalame, elle travaille activement à la professionnalisation de l'animation des ateliers d'écriture.

## Prix
- Primée à deux reprises lors du concours de nouvelles La Fureur de Lire.
- Prix Horlait-Dapsens, en 2006, décerné par l'Académie des Lettres belges pour son travail dans le secteur des ateliers d'écriture.
- Prix Marcel Thiry 2006, pour son roman, Le Rôle de Bart.
- Prix des lycéens de Villeneuve sur Lot 2010, prix de la médiathèque de Lillebonne 2010, pour La dernière Licorne.
- Prix du meilleur roman jeunesse belge 2012, prix Sézame, prix des Hautes Pyrénnées, prix Spécial Chronos, Prix Escapages, Prix Tatoulou 2013, pour ' 'Premier chagrin.
- Prix Chronos 2020, pour Moi et la fille qui pêchait des sardines.
- Finaliste aux prix Rossel 2022, Wepler-La poste 2022,SGDL Printemps 2023, Handilivre 2023, pour l'engravement.